# Gaspare Sacchi
Pour les articles homonymes, voir Sacchi.
Gaspare Sacchi, également connu sous le nom de Gaspare da Imola (actif entre 1517 et 1536), est un peintre italien de la Renaissance.

## Biographie
Né à Imola, Gaspare Sacchi a peint à Ravenne et dans d'autres villes de la Romagne. Lui sont attribués un retable de San Pietro de Imola en 1517 et une Vierge avec les saints Rocco, Francois et Sebastien (1521) pour l'église San Francesco à Ravenne signées « Gaspar Saccus imolensis facebat ».
Il aurait été influencé par Melozzo de Forlì, bien que ce dernier soit décédé en 1494. Il a aussi peint des retables (datés de 1521) pour la sacristie de l'église de Castel San Pietro près d'Imola.
Une Sacra Famiglia e Santi date de 1536.